# Пікскілл (Нью-Йорк)
Пікскілл (англ. Peekskill) — місто (англ. city) в США, в окрузі Вестчестер штату Нью-Йорк. Населення — 25 431 особа (2020).

## Географія
Пікскілл розташований за координатами 41°17′15″ пн. ш. 73°55′25″ зх. д. / 41.28750° пн. ш. 73.92361° зх. д. (41.287396, -73.923597). За даними Бюро перепису населення США в 2010 році місто мало площу 14,50 км², з яких 11,31 км² — суходіл та 3,19 км² — водойми.

## Демографія
Згідно з переписом 2010 року, у місті мешкали 23 583 особи в 9060 домогосподарствах у складі 5587 родин. Густота населення становила 1627 осіб/км². Було 9709 помешкань (670/км²).
Расовий склад населення:
| - 51,3 % — білих - 23,6 % — чорних або афроамериканців - 3,0 % — азійців - 0,6 % — корінних американців - 0,1 % — вихідців з тихоокеанських островів - 15,6 % — осіб інших рас |

До двох чи більше рас належало 5,8 %. Частка іспаномовних становила 36,9 % від усіх жителів.
За віковим діапазоном населення розподілялося таким чином: 22,4 % — особи молодші 18 років, 65,8 % — особи у віці 18—64 років, 11,8 % — особи у віці 65 років та старші. Медіана віку мешканця становила 37,5 року. На 100 осіб жіночої статі у місті припадало 95,6 чоловіків; на 100 жінок у віці від 18 років та старших — 92,9 чоловіків також старших 18 років.
Середній дохід на одне домашнє господарство становив 76 305 доларів США (медіана — 52 125), а середній дохід на одну сім'ю — 92 545 доларів (медіана — 64 443). Медіана доходів становила 48 688 доларів для чоловіків та 40 556 доларів для жінок. За межею бідності перебувало 11,8 % осіб, у тому числі 12,0 % дітей у віці до 18 років та 10,5 % осіб у віці 65 років та старших.
Цивільне працевлаштоване населення становило 12 191 особа. Основні галузі зайнятості: освіта, охорона здоров'я та соціальна допомога — 26,7 %, науковці, спеціалісти, менеджери — 15,1 %, роздрібна торгівля — 11,9 %, мистецтво, розваги та відпочинок — 10,2 %.

## Уродженці
- Мел Гібсон (*1956) — австрало-американський актор, режисер, сценарист і продюсер
- Пітер Багдж (* 1957) — американський художник коміксів.